# Amtsgericht Schwarzenfels
Das Amtsgericht Schwarzenfels war ein preußisches Amtsgericht mit Sitz in Schwarzenfels.

## Vorgeschichte
In Kurhessen erfolgte 1821 die Trennung der Rechtsprechung von der Verwaltung und für die Rechtsprechung wurden Justizämter, darunter das Justizamt Schwarzenfels, eingerichtet. Es war dem Obergericht für die Provinz Hanau zugeordnet.

## Geschichte
Mit der Annexion Kurhessens durch Preußen 1866 wurden in der neuen Provinz Hessen-Nassau Amtsgerichte eingerichtet. Das Justizamt Schwarzenfels wurde entsprechend in das Amtsgericht Schwarzenfels umgewandelt. Es war dem Kreisgericht Hanau zugeordnet. Mit der Einführung der Reichsjustizgesetze entstanden 1879 reichsweit einheitlich Amtsgerichte. Das Amtsgericht Schwarzenfels behielt damit seinen Namen und erhielt die neuen Funktionen. Es war nun eines der 22 Amtsgerichte im Bezirk des Landgerichtes Hanau. Am Gericht bestand eine Richterstelle. Es war damit ein kleines Amtsgericht im Landgerichtsbezirk. Sein Gerichtsbezirk umfasste aus dem Kreis Schlüchtern die Gemeindebezirke Altengronau, Breunings, Heubach, Jossa, Mottgers, Neuengronau, Oberzell, Schwarzenfels, Sterbfritz, Uttrichshausen, Weichersbach und Züntersbach und die Gutsbezirke Oberförsterei Altengronau, Oberförsterei Oberzell und Oberförsterei Sterbfritz. In der Weltwirtschaftskrise wurden 60 Amtsgerichte als Folge von Sparverordnungen aufgehoben. Mit der Verordnung über die Aufhebung von Amtsgerichten vom 30. Juli 1932 wurde das Amtsgericht Schwarzenfels zum 30. September 1932 aufgehoben und sein Sprengel dem Amtsgericht Schlüchtern zugeordnet.